# New Age (zene)
A New Age (magyarul: Új Kor vagy Új Korszak) egy, az 1960-as, 70-es években kiformálódott zenei műfaj. Bár sok szállal kötődik hozzá, nem feleltethető meg teljesen az 1970-es években, az Egyesült Államokbeli Kalifornia államban létrejött utópisztikus New Age mozgalommal és annak szellemiségével. Hallgatói esetenként nagy fontosságot tulajdonítanak az adott zenemű spirituális hatásának, míg sokan relaxációs, jóga-, masszázskísérő alapzajként vagy stresszlevezetési célból hallgatják.
A műfaj hangszerek tekintetében rendkívül sokszínű: több esetben akusztikus (fuvola, zongora, gitár, távol-keleti népi hangszerek stb.) és elektronikus (szintetizátor, szekvenszer stb.) eszközök sokaságát vonultatja fel.

## Fordítás
- Ez a szócikk részben vagy egészben  a   New-age music című angol Wikipédia-szócikk fordításán alapul.  Az eredeti cikk szerkesztőit annak laptörténete sorolja fel. Ez a jelzés csupán a megfogalmazás eredetét és a szerzői jogokat jelzi, nem szolgál a cikkben szereplő információk forrásmegjelöléseként.